# Jacob Barrett Laursen
Jacob Barrett Laursen (ur. 17 listopada 1994 w Arden) – duński piłkarz grający na pozycji obrońcy. Od 2014 roku zawodnik Odense Boldklub.

## Życiorys
W czasach juniorskich trenował w Aalborgu BK i Juventusie F.C. Od 20 sierpnia 2013 do 30 czerwca 2014 przebywał na wypożyczeniu w Odense Boldklub. W Superligaen zadebiutował 10 listopada 2013 w przegranym 1:3 meczu z FC Vestsjælland. 3 lipca 2014 został wykupiony przez Odense za 100 tysięcy euro.
W 2016 roku wystąpił wraz z reprezentacją na igrzyskach olimpijskich w Rio de Janeiro.